# Helios Airways
Helios Airways was een Cypriotische luchtvaartmaatschappij opgericht in 1999. Sinds november 2004 was het bedrijf onderdeel van de Britse Libra Holiday Group.
Helios Airways is gestopt op 6 november 2006 omdat toen vliegtuigen en tegoeden in beslag genomen werden door de regering van Cyprus.
Helios Airways was de eerste particuliere luchtvaartonderneming die in Cyprus werd opgericht. In mei 2000 werden de eerste chartervluchten uitgevoerd op de luchthaven Gatwick bij de Britse hoofdstad Londen. De maatschappij vloog verder op Manchester en Birmingham, en op Sofia (sinds mei 2001), Dublin (sinds juni 2002), Athene, Warschau (sinds november 2004) en Praag. Sinds april 2005 vloog Helios Airways ook op Straatsburg.

## Codes
- IATA code: ZU

## Vloot
De vloot van Helios Airways bestond uit twee toestellen van Amerikaanse makelij en een Europees toestel. Het gaat om twee Boeings 737-800 die in mei 2001 werden afgeleverd. Verder beschikte Helios Airways over een Airbus A319-111. Een derde Boeing, een 737-300 uit 1998, werd in april 2004 bij Helios Airways in gebruik genomen, maar crashte op 14 augustus 2005 bij Athene.

## Vliegramp bij Athene
Helios Airways Vlucht 522, uitgevoerd met een Boeing 737-300, stortte op 14 augustus 2005 neer in Varnava, een ruig en onbewoond gebied bij de kustplaats Grammatiko op veertig kilometer ten noorden van Athene. Alle 121 inzittenden, onder wie de zes bemanningsleden, kwamen om het leven.